# Henry Bogdan
Henry Bogdan (Riverside, 4 febbraio 1961) è un bassista e chitarrista statunitense, noto principalmente per essere uno dei fondatori ed il bassista della band alternative metal degli Helmet.
Ha suonato negli album Strap It On  (1990), Meantime (1992), Betty (1994) e Aftertaste (1997).
Dopo la separazione degli Helmet nel 1998, Bogdan ha abbandonato la scena metal. Ha collaborato con diversi gruppi, tra i quali i Melvins, suonando con Hank Williams Jr. nel pezzo Ramblin' Man, contenuto nell'album The Crybaby. Ha anche suonato per molto tempo con la band jazz The Moonlighters, che realizza musica ispirata alla tradizione hawaiiana.
Bogdan attualmente vive a Portland, Oregon, e suona la steel guitar con la band Midnight Serenaders.

## Discografia (Helmet)
- 1990 - Strap It On
- 1992 - Meantime
- 1994 - Betty
- 1995 - Born Annoying (compilation)
- 1997 - Aftertaste